# Giro d'Italia 1991
Il Giro d'Italia 1991, settantaquattresima edizione della "Corsa Rosa", si svolse in ventuno tappe dal 26 maggio al 16 giugno 1991, per un percorso totale di 3 720 km. Fu vinto da Franco Chioccioli che si impose con il tempo di 99h35'43", alla media di 37,303 km/h. In seconda e terza posizione si piazzarono gli italiani Claudio Chiappucci e Massimiliano Lelli rispettivamente con un ritardo di 3'48" e di 6'56". Da segnalare inoltre l'eccezionale prova del trentacinquenne campione basco Marino Lejarreta, vittorioso nella tappa di Scanno e quinto in classifica generale, primo degli stranieri partecipanti.
Chioccioli vestì la maglia rosa per 19 tappe. Gli altri due corridori che guidarono la classifica generale furono i francesi Philippe Casado (dopo la prima tappa conclusasi a Olbia) ed Éric Boyer (dopo la 4ª tappa con traguardo a Sorrento).
Venne trasmesso in tv da Raiuno e in radio da Rai Radio1.

## Tappe
| Tappa  | Data      | Percorso                                    | km               | Vincitore di tappa  | Leader cl. generale |
| ------ | --------- | ------------------------------------------- | ---------------- | ------------------- | ------------------- |
| 1ª     | 26 maggio | Olbia > Olbia                               | 193              | Philippe Casado     | Philippe Casado     |
| 2ª-1ª  | 27 maggio | Olbia > Sassari                             | 127              | Gianni Bugno        | Franco Chioccioli   |
| 2ª-2ª  | 27 maggio | Sassari (cron. individuale)                 | 7                | Gianluca Pierobon   | Franco Chioccioli   |
| 3ª     | 28 maggio | Sassari > Cagliari                          | 231              | Mario Cipollini     | Franco Chioccioli   |
|        | 29 maggio | giorno di riposo                            | giorno di riposo | giorno di riposo    | giorno di riposo    |
| 4ª     | 30 maggio | Sorrento > Sorrento                         | 170              | Éric Boyer          | Éric Boyer          |
| 5ª     | 31 maggio | Sorrento > Scanno                           | 246              | Marino Lejarreta    | Franco Chioccioli   |
| 6ª     | 1º giugno | Scanno > Rieti                              | 205              | Volodymyr Pulnikov  | Franco Chioccioli   |
| 7ª     | 2 giugno  | Rieti > Città di Castello                   | 174              | Mario Cipollini     | Franco Chioccioli   |
| 8ª     | 3 giugno  | Città di Castello > Prato                   | 169              | Davide Cassani      | Franco Chioccioli   |
| 9ª     | 4 giugno  | Prato > Felino                              | 229              | Massimo Ghirotto    | Franco Chioccioli   |
| 10ª    | 5 giugno  | Collecchio > Langhirano (cron. individuale) | 43               | Gianni Bugno        | Franco Chioccioli   |
| 11ª    | 6 giugno  | Sala Baganza > Savona                       | 223              | Maximilian Sciandri | Franco Chioccioli   |
| 12ª    | 7 giugno  | Savona > Pian del Re                        | 182              | Massimiliano Lelli  | Franco Chioccioli   |
| 13ª    | 8 giugno  | Savigliano > Sestriere                      | 192              | Eduardo Chozas      | Franco Chioccioli   |
| 14ª    | 9 giugno  | Torino > Morbegno                           | 239              | Franco Ballerini    | Franco Chioccioli   |
| 15ª    | 10 giugno | Morbegno > Aprica                           | 132              | Franco Chioccioli   | Franco Chioccioli   |
| 16ª    | 11 giugno | Tirano > Selva di Val Gardena               | 220              | Massimiliano Lelli  | Franco Chioccioli   |
| 17ª    | 12 giugno | Selva di Val Gardena > Passo Pordoi         | 169              | Franco Chioccioli   | Franco Chioccioli   |
| 18ª    | 13 giugno | Pozza di Fassa > Castelfranco Veneto        | 165              | Silvio Martinello   | Franco Chioccioli   |
| 19ª    | 14 giugno | Castelfranco Veneto > Brescia               | 185              | Gianni Bugno        | Franco Chioccioli   |
| 20ª    | 15 giugno | Broni > Casteggio (cron. individuale)       | 66               | Franco Chioccioli   | Franco Chioccioli   |
| 21ª    | 16 giugno | Pavia > Milano                              | 153              | Mario Cipollini     | Franco Chioccioli   |
| Totale | Totale    | Totale                                      | 3 720            |                     |                     |

## Squadre e corridori partecipanti
| N.    | Cod. | Squadra                      |
| ----- | ---- | ---------------------------- |
| 1-9   | GAT  | Gatorade-Chateau d'Ax        |
| 11-19 | AMO  | Amore & Vita-Fanini          |
| 21-29 | BAN  | Banesto                      |
| 31-39 | CAR  | Carrera Jeans-Vagabond       |
| 41-49 | CAS  | Castorama                    |
| 51-59 | ARI  | Ceramiche Ariostea           |
| 61-69 | CLA  | CLAS-Cajastur                |
| 71-79 | LAM  | Colnago-Lampre               |
| 81-89 | DEL  | Del Tongo-MG Boys Maglificio |
| 91-99 | GIS  | Gis Gelati-Ballan            |

| N.      | Cod. | Squadra                        |
| ------- | ---- | ------------------------------ |
| 101-109 | ITA  | Italbonifica-Navigare          |
| 111-119 | JOL  | Jolly Componibili-Club 88      |
| 121-129 | LOS  | Lotus-Festina                  |
| 131-139 | ONC  | ONCE                           |
| 141-149 | PON  | Pony Malta-Avianca             |
| 151-159 | SEL  | Selle Italia-Magniarredo-Vetta |
| 161-169 | SEU  | Seur Deportes                  |
| 171-179 | TVM  | TVM-Sanyo                      |
| 181-189 | ZGM  | ZG Mobili-Bottecchia           |
| 191-199 | Z    | Z-Sanson                       |

## Dettagli delle tappe

### 1ª tappa
- 26 maggio: Olbia – Olbia – 193 km

Risultati
| Pos. | Squra             | Squadra   | Tempo    |
| ---- | ----------------- | --------- | -------- |
| 1    | Philippe Casado   | Castorama | 4h37'54" |
| 2    | Didier Thueux     | Banesto   | s.t.     |
| 3    | Franco Chioccioli | Del Tongo | s.t.     |

| Pos. | Corridore         | Squadra   | Tempo    |
| ---- | ----------------- | --------- | -------- |
| 1    | Philippe Casado   | Castorama | 4h37'42" |
| 2    | Didier Thueux     | Banesto   | a 4"     |
| 3    | Franco Chioccioli | Del Tongo | a 6"     |

### 2ª tappa - 1ª semitappa
- 27 maggio: Olbia > Sassari – 127 km

Risultati
| Pos. | Corridore          | Squadra   | Tempo    |
| ---- | ------------------ | --------- | -------- |
| 1    | Gianni Bugno       | Gatorade  | 3h21'32" |
| 2    | Franco Chioccioli  | Del Tongo | s.t.     |
| 3    | Volodymyr Pulnikov | Carrera   | s.t.     |

| Pos. | Corridore              | Squadra   | Tempo    |
| ---- | ---------------------- | --------- | -------- |
| 1    | Franco Chioccioli      | Del Tongo | 7h59'14" |
| 2    | Gianni Bugno           | Gatorade  | s.t.     |
| 3    | Alberto Leanizbarrutia | CLAS      | a 6"     |

### 2ª tappa - 2ª semitappa
- 27 maggio: Sassari – cronometro individuale – 7 km

Risultati
| Pos. | Corridore         | Squadra   | Tempo  |
| ---- | ----------------- | --------- | ------ |
| 1    | Gianluca Pierobon | ZG Mobili | 10'09" |
| 2    | Marino Lejarreta  | ONCE      | a 5"   |
| 3    | Franco Chioccioli | Del Tongo | s.t.   |

| Pos. | Corridore          | Squadra   | Tempo    |
| ---- | ------------------ | --------- | -------- |
| 1    | Franco Chioccioli  | Del Tongo | 8h09'28" |
| 2    | Gianni Bugno       | Gatorade  | a 5"     |
| 3    | Claudio Chiappucci | Carrera   | a 11"    |

### 3ª tappa
- 28 maggio: Sassari > Cagliari – 231 km

Risultati
| Pos. | Corridore              | Squadra   | Tempo    |
| ---- | ---------------------- | --------- | -------- |
| 1    | Mario Cipollini        | Del Tongo | 6h11'52" |
| 2    | Džamolidin Abdužaparov | Carrera   | s.t.     |
| 3    | Giuseppe Citterio      | ZG Mobili | s.t.     |

| Pos. | Corridore          | Squadra   | Tempo     |
| ---- | ------------------ | --------- | --------- |
| 1    | Franco Chioccioli  | Del Tongo | 14h21'20" |
| 2    | Gianni Bugno       | Gatorade  | a 5"      |
| 3    | Claudio Chiappucci | Carrera   | a 11"     |

### 4ª tappa
- 30 maggio: Sorrento > Sorrento – 170 km

Risultati
| Pos. | Corridore          | Squadra | Tempo    |
| ---- | ------------------ | ------- | -------- |
| 1    | Éric Boyer         | Z       | 4h23'50" |
| 2    | Acácio da Silva    | Lotus   | a 23"    |
| 3    | Claudio Chiappucci | Carrera | s.t.     |

| Pos. | Corridore         | Squadra   | Tempo     |
| ---- | ----------------- | --------- | --------- |
| 1    | Éric Boyer        | Z         | 18h45'25" |
| 2    | Franco Chioccioli | Del Tongo | a 8"      |
| 3    | Gianni Bugno      | Gatorade  | a 13"     |

### 5ª tappa
- 31 maggio: Sorrento > Scanno – 246 km

Risultati
| Pos. | Corridore          | Squadra   | Tempo    |
| ---- | ------------------ | --------- | -------- |
| 1    | Marino Lejarreta   | ONCE      | 6h47'06" |
| 2    | Franco Chioccioli  | Del Tongo | s.t.     |
| 3    | Claudio Chiappucci | Carrera   | a 50"    |

| Pos. | Corridore         | Squadra   | Tempo     |
| ---- | ----------------- | --------- | --------- |
| 1    | Franco Chioccioli | Del Tongo | 25h32'33" |
| 2    | Marino Lejarreta  | ONCE      | a 8"      |
| 3    | Éric Boyer        | Z         | a 50"     |

### 6ª tappa
- 1º giugno: Scanno > Rieti  – 205 km

Risultati
| Pos. | Corridore          | Squadra  | Tempo    |
| ---- | ------------------ | -------- | -------- |
| 1    | Volodymyr Pulnikov | Carrera  | 5h19'47" |
| 2    | Iñaki Gastón       | CLAS     | s.t.     |
| 3    | Marco Giovannetti  | Gatorade | s.t.     |

| Pos. | Corridore          | Squadra   | Tempo     |
| ---- | ------------------ | --------- | --------- |
| 1    | Franco Chioccioli  | Del Tongo | 30h52'25" |
| 2    | Marino Lejarreta   | ONCE      | a 8"      |
| 3    | Volodymyr Pulnikov | Carrera   | a 59"     |

### 7ª tappa
- 2 giugno: Rieti > Città di Castello – 174 km

Risultati
| Pos. | Corridore              | Squadra   | Tempo    |
| ---- | ---------------------- | --------- | -------- |
| 1    | Mario Cipollini        | Del Tongo | 4h04'43" |
| 2    | Džamolidin Abdužaparov | Carrera   | s.t.     |
| 3    | Germano Pierdomenico   | CLAS      | s.t.     |

| Pos. | Corridore          | Squadra   | Tempo     |
| ---- | ------------------ | --------- | --------- |
| 1    | Franco Chioccioli  | Del Tongo | 34h57'08" |
| 2    | Marino Lejarreta   | ONCE      | a 8"      |
| 3    | Claudio Chiappucci | Carrera   | a 57"     |

### 8ª tappa
- 3 giugno: Città di Castello > Prato – 169 km

Risultati
| Pos. | Corridore          | Squadra      | Tempo    |
| ---- | ------------------ | ------------ | -------- |
| 1    | Davide Cassani     | Ariostea     | 4h15'44" |
| 2    | Mario Mantovan     | ZG Mobili    | s.t.     |
| 3    | Fabiano Fontanelli | Italbonifica | s.t.     |

| Pos. | Corridore          | Squadra   | Tempo     |
| ---- | ------------------ | --------- | --------- |
| 1    | Franco Chioccioli  | Del Tongo | 39h13'00" |
| 2    | Marino Lejarreta   | ONCE      | a 8"      |
| 3    | Claudio Chiappucci | Carrera   | a 57"     |

### 9ª tappa
- 4 giugno: Prato > Felino – 229 km

Risultati
| Pos. | Corridore             | Squadra      | Tempo    |
| ---- | --------------------- | ------------ | -------- |
| 1    | Massimo Ghirotto      | Carrera      | 6h09'13" |
| 2    | Michele Moro          | Italbonifica | s.t.     |
| 3    | Jean-François Bernard | Banesto      | s.t.     |

| Pos. | Corridore          | Squadra   | Tempo     |
| ---- | ------------------ | --------- | --------- |
| 1    | Franco Chioccioli  | Del Tongo | 45h23'41" |
| 2    | Marino Lejarreta   | ONCE      | a 8"      |
| 3    | Claudio Chiappucci | Carrera   | a 57"     |

### 10ª tappa
- 5 giugno: Collecchio > Langhirano – cronometro individuale – 43 km

Risultati
| Pos. | Corridore             | Squadra  | Tempo  |
| ---- | --------------------- | -------- | ------ |
| 1    | Gianni Bugno          | Gatorade | 55'13" |
| 2    | Jean-François Bernard | Banesto  | a 8"   |
| 3    | Andrew Hampsten       | Motorola | a 45"  |

| Pos. | Corridore          | Squadra   | Tempo     |
| ---- | ------------------ | --------- | --------- |
| 1    | Franco Chioccioli  | Del Tongo | 45h19'56" |
| 2    | Gianni Bugno       | Gatorade  | a 1"      |
| 3    | Claudio Chiappucci | Carrera   | a 23"     |

### 11ª tappa
- 6 giugno: Sala Baganza > Savona – 223 km

Risultati
| Pos. | Corridore           | Squadra   | Tempo    |
| ---- | ------------------- | --------- | -------- |
| 1    | Maximilian Sciandri | Carrera   | 5h35'10" |
| 2    | Greg LeMond         | Z         | s.t.     |
| 3    | Jacky Durand        | Castorama | a 5"     |

| Pos. | Corridore         | Squadra   | Tempo     |
| ---- | ----------------- | --------- | --------- |
| 1    | Franco Chioccioli | Del Tongo | 51h55'11" |
| 2    | Gianni Bugno      | Gatorade  | a 1"      |
| 3    | Marino Lejarreta  | ONCE      | a 26"     |

### 12ª tappa
- 7 giugno: Savona > Pian del Re – 182 km

Risultati
| Pos. | Corridore             | Squadra   | Tempo    |
| ---- | --------------------- | --------- | -------- |
| 1    | Massimiliano Lelli    | Ariostea  | 5h04'10" |
| 2    | Jean-François Bernard | Banesto   | a 3"     |
| 3    | Franco Chioccioli     | Del Tongo | s.t.     |

| Pos. | Corridore          | Squadra   | Tempo     |
| ---- | ------------------ | --------- | --------- |
| 1    | Franco Chioccioli  | Del Tongo | 56h59'20" |
| 2    | Marino Lejarreta   | ONCE      | a 30"     |
| 3    | Massimiliano Lelli | Ariostea  | a 1'07"   |

### 13ª tappa
- 8 giugno: Savigliano > Sestriere – 192 km

Risultati
| Pos. | Corridore          | Squadra | Tempo    |
| ---- | ------------------ | ------- | -------- |
| 1    | Eduardo Chozas     | ONCE    | 5h58'36" |
| 2    | Claudio Chiappucci | Carrera | a 1"     |
| 3    | Marino Lejarreta   | ONCE    | a 3"     |

| Pos. | Corridore          | Squadra   | Tempo     |
| ---- | ------------------ | --------- | --------- |
| 1    | Franco Chioccioli  | Del Tongo | 62h57'59" |
| 2    | Marino Lejarreta   | ONCE      | a 26"     |
| 3    | Claudio Chiappucci | Carrera   | a 1'23"   |

### 14ª tappa
- 9 giugno: Torino > Morbegno – 239 km

Risultati
| Pos. | Corridore            | Squadra   | Tempo    |
| ---- | -------------------- | --------- | -------- |
| 1    | Franco Ballerini     | Del Tongo | 5h35'42" |
| 2    | Philippe Casado      | Castorama | s.t.     |
| 3    | Juan Martínez Oliver | Banesto   | a 2"     |

| Pos. | Corridore          | Squadra   | Tempo     |
| ---- | ------------------ | --------- | --------- |
| 1    | Franco Chioccioli  | Del Tongo | 68h35'36" |
| 2    | Marino Lejarreta   | ONCE      | a 26"     |
| 3    | Claudio Chiappucci | Carrera   | a 1'23"   |

### 15ª tappa
- 10 giugno: Morbegno > Aprica – 132 km

Risultati
| Pos. | Corridore             | Squadra   | Tempo    |
| ---- | --------------------- | --------- | -------- |
| 1    | Franco Chioccioli     | Del Tongo | 4h01'53" |
| 2    | Jean-François Bernard | Banesto   | a 32"    |
| 3    | Éric Boyer            | Z         | s.t.     |

| Pos. | Corridore          | Squadra   | Tempo     |
| ---- | ------------------ | --------- | --------- |
| 1    | Franco Chioccioli  | Del Tongo | 72'37'17" |
| 2    | Marino Lejarreta   | ONCE      | a 1'26"   |
| 3    | Claudio Chiappucci | Carrera   | a 2'21"   |

### 16ª tappa
- 11 giugno: Tirano > Selva di Val Gardena – 220 km

Risultati
| Pos. | Corridore          | Squadra  | Tempo    |
| ---- | ------------------ | -------- | -------- |
| 1    | Massimiliano Lelli | Ariostea | 6h05'49" |
| 2    | Gianni Bugno       | Gatorade | s.t.     |
| 3    | Claudio Chiappucci | Carrera  | a 2"     |

| Pos. | Corridore          | Squadra   | Tempo     |
| ---- | ------------------ | --------- | --------- |
| 1    | Franco Chioccioli  | Del Tongo | 78h43'11" |
| 2    | Marino Lejarreta   | ONCE      | a 1'26"   |
| 3    | Claudio Chiappucci | Carrera   | a 2'12"   |

### 17ª tappa
- 12 giugno: Selva di Val Gardena > Passo Pordoi – 169 km

Risultati
| Pos. | Corridore          | Squadra   | Tempo    |
| ---- | ------------------ | --------- | -------- |
| 1    | Franco Chioccioli  | Del Tongo | 5h09'40" |
| 2    | Claudio Chiappucci | Carrera   | a 38"    |
| 3    | Éric Boyer         | Z         | a 41"    |

| Pos. | Corridore          | Squadra   | Tempo     |
| ---- | ------------------ | --------- | --------- |
| 1    | Franco Chioccioli  | Del Tongo | 83h52'39" |
| 2    | Claudio Chiappucci | Carrera   | a 2'54"   |
| 3    | Massimiliano Lelli | Ariostea  | a 3'38"   |

### 18ª tappa
- 13 giugno: Pozza di Fassa > Castelfranco Veneto – 165 km

Risultati
| Pos. | Corridore         | Squadra      | Tempo    |
| ---- | ----------------- | ------------ | -------- |
| 1    | Silvio Martinello | Gis          | 4h36'34" |
| 2    | Stefano Allocchio | Italbonifica | s.t.     |
| 3    | Ján Svorada       | Lampre       | s.t.     |

| Pos. | Corridore          | Squadra   | Tempo     |
| ---- | ------------------ | --------- | --------- |
| 1    | Franco Chioccioli  | Del Tongo | 88h29'13" |
| 2    | Claudio Chiappucci | Carrera   | a 2'54"   |
| 3    | Massimiliano Lelli | Ariostea  | a 3'38"   |

### 19ª tappa
- 14 giugno: Castelfranco Veneto > Brescia – 185 km

Risultati
| Pos. | Corridore          | Squadra  | Tempo    |
| ---- | ------------------ | -------- | -------- |
| 1    | Gianni Bugno       | Gatorade | 5h32'25" |
| 2    | Claudio Chiappucci | Carrera  | s.t.     |
| 3    | Massimo Ghirotto   | Carrera  | s.t.     |

| Pos. | Corridore          | Squadra   | Tempo     |
| ---- | ------------------ | --------- | --------- |
| 1    | Franco Chioccioli  | Del Tongo | 94h01'38" |
| 2    | Claudio Chiappucci | Carrera   | a 2'54"   |
| 3    | Massimiliano Lelli | Ariostea  | a 3'38"   |

### 20ª tappa
- 15 giugno: Broni > Casteggio –cronometro individuale – 66 km

Risultati
| Pos. | Corridore          | Squadra   | Tempo    |
| ---- | ------------------ | --------- | -------- |
| 1    | Franco Chioccioli  | Del Tongo | 1h33'17" |
| 2    | Gianni Bugno       | Gatorade  | a 52"    |
| 3    | Claudio Chiappucci | Carrera   | a 1'02"  |

| Pos. | Corridore          | Squadra   | Tempo     |
| ---- | ------------------ | --------- | --------- |
| 1    | Franco Chioccioli  | Del Tongo | 95h34'55" |
| 2    | Claudio Chiappucci | Carrera   | a 3'48"   |
| 3    | Massimiliano Lelli | Ariostea  | a 6'56"   |

### 21ª tappa
- 16 giugno: Pavia > Milano –153 km

Risultati
| Pos. | Corridore              | Squadra   | Tempo    |
| ---- | ---------------------- | --------- | -------- |
| 1    | Mario Cipollini        | Del Tongo | 4h00'48" |
| 2    | Džamolidin Abdužaparov | Carrera   | s.t.     |
| 3    | Endrio Leoni           | Jolly     | s.t.     |

| Pos. | Corridore          | Squadra   | Tempo     |
| ---- | ------------------ | --------- | --------- |
| 1    | Franco Chioccioli  | Del Tongo | 99h35'43" |
| 2    | Claudio Chiappucci | Carrera   | a 3'48"   |
| 3    | Massimiliano Lelli | Ariostea  | a 6'56"   |

|  |  |

## Evoluzione delle classifiche
| Tappa              | Vincitore           | Classifica generale Maglia rosa | Classifica a punti Maglia ciclamino | Classifica scalatori Maglia verde | Classifica miglior giovane Maglia bianca | Classifica intergiro Maglia azzurra | Classifica a squadre   |
| ------------------ | ------------------- | ------------------------------- | ----------------------------------- | --------------------------------- | ---------------------------------------- | ----------------------------------- | ---------------------- |
| 1ª                 | Philippe Casado     | Philippe Casado                 | Philippe Casado                     | Alberto Leanizbarrutia            | Gianluca Bortolami                       | Alberto Leanizbarrutia              | Selle Italia           |
| 2ª-1ª              | Gianni Bugno        | Franco Chioccioli               | Franco Chioccioli                   | Alberto Leanizbarrutia            | Gianluca Bortolami                       | Alberto Leanizbarrutia              | Carrera Jeans-Vagabond |
| 2ª-2ª              | Gianluca Pierobon   | Franco Chioccioli               | Franco Chioccioli                   | Alberto Leanizbarrutia            | Gianluca Bortolami                       | Alberto Leanizbarrutia              | Carrera Jeans-Vagabond |
| 3ª                 | Mario Cipollini     | Franco Chioccioli               | Franco Chioccioli                   | Alberto Leanizbarrutia            | Gianluca Bortolami                       | Alberto Leanizbarrutia              | Carrera Jeans-Vagabond |
| 4ª                 | Éric Boyer          | Éric Boyer                      | Claudio Chiappucci                  | Alberto Leanizbarrutia            | Gianluca Bortolami                       | Alberto Leanizbarrutia              | Z-Sanson               |
| 5ª                 | Marino Lejarreta    | Franco Chioccioli               | Claudio Chiappucci                  | Acácio da Silva                   | Massimiliano Lelli                       | Alberto Leanizbarrutia              | ONCE                   |
| 6ª                 | Volodymyr Pulnikov  | Franco Chioccioli               | Claudio Chiappucci                  | Acácio da Silva                   | Massimiliano Lelli                       | Alberto Leanizbarrutia              | Carrera Jeans-Vagabond |
| 7ª                 | Mario Cipollini     | Franco Chioccioli               | Claudio Chiappucci                  | Acácio da Silva                   | Massimiliano Lelli                       | Alberto Leanizbarrutia              | Carrera Jeans-Vagabond |
| 8ª                 | Davide Cassani      | Franco Chioccioli               | Claudio Chiappucci                  | Acácio da Silva                   | Massimiliano Lelli                       | Alberto Leanizbarrutia              | Carrera Jeans-Vagabond |
| 9ª                 | Massimo Ghirotto    | Franco Chioccioli               | Claudio Chiappucci                  | Iñaki Gastón                      | Massimiliano Lelli                       | Alberto Leanizbarrutia              | Carrera Jeans-Vagabond |
| 10ª                | Gianni Bugno        | Franco Chioccioli               | Claudio Chiappucci                  | Iñaki Gastón                      | Massimiliano Lelli                       | Alberto Leanizbarrutia              | Carrera Jeans-Vagabond |
| 11ª                | Maximilian Sciandri | Franco Chioccioli               | Claudio Chiappucci                  | Acácio da Silva                   | Massimiliano Lelli                       | Alberto Leanizbarrutia              | Carrera Jeans-Vagabond |
| 12ª                | Massimiliano Lelli  | Franco Chioccioli               | Claudio Chiappucci                  | Acácio da Silva                   | Massimiliano Lelli                       | Alberto Leanizbarrutia              | Carrera Jeans-Vagabond |
| 13ª                | Eduardo Chozas      | Franco Chioccioli               | Claudio Chiappucci                  | Iñaki Gastón                      | Massimiliano Lelli                       | Alberto Leanizbarrutia              | Carrera Jeans-Vagabond |
| 14ª                | Franco Ballerini    | Franco Chioccioli               | Claudio Chiappucci                  | Iñaki Gastón                      | Massimiliano Lelli                       | Alberto Leanizbarrutia              | Carrera Jeans-Vagabond |
| 15ª                | Franco Chioccioli   | Franco Chioccioli               | Claudio Chiappucci                  | Iñaki Gastón                      | Massimiliano Lelli                       | Alberto Leanizbarrutia              | ONCE                   |
| 16ª                | Massimiliano Lelli  | Franco Chioccioli               | Claudio Chiappucci                  | Iñaki Gastón                      | Massimiliano Lelli                       | Alberto Leanizbarrutia              | ONCE                   |
| 17ª                | Franco Chioccioli   | Franco Chioccioli               | Claudio Chiappucci                  | Iñaki Gastón                      | Massimiliano Lelli                       | Alberto Leanizbarrutia              | Carrera Jeans-Vagabond |
| 18ª                | Silvio Martinello   | Franco Chioccioli               | Claudio Chiappucci                  | Iñaki Gastón                      | Massimiliano Lelli                       | Alberto Leanizbarrutia              | Carrera Jeans-Vagabond |
| 19ª                | Gianni Bugno        | Franco Chioccioli               | Claudio Chiappucci                  | Iñaki Gastón                      | Massimiliano Lelli                       | Alberto Leanizbarrutia              | Carrera Jeans-Vagabond |
| 20ª                | Franco Chioccioli   | Franco Chioccioli               | Claudio Chiappucci                  | Iñaki Gastón                      | Massimiliano Lelli                       | Alberto Leanizbarrutia              | Carrera Jeans-Vagabond |
| 21ª                | Mario Cipollini     | Franco Chioccioli               | Claudio Chiappucci                  | Iñaki Gastón                      | Massimiliano Lelli                       | Alberto Leanizbarrutia              | Carrera Jeans-Vagabond |
| Classifiche finali | Classifiche finali  | Franco Chioccioli               | Claudio Chiappucci                  | Iñaki Gastón                      | Massimiliano Lelli                       | Alberto Leanizbarrutia              | Carrera Jeans-Vagabond |

## Classifiche finali

### Classifica generale - Maglia rosa
| Pos. | Corridore          | Squadra      | Tempo     |
| ---- | ------------------ | ------------ | --------- |
| 1    | Franco Chioccioli  | Del Tongo    | 99h35'43" |
| 2    | Claudio Chiappucci | Carrera      | a 3'48"   |
| 3    | Massimiliano Lelli | Ariostea     | a 6'56"   |
| 4    | Gianni Bugno       | Gatorade     | a 7'49"   |
| 5    | Marino Lejarreta   | ONCE         | a 10'23"  |
| 6    | Éric Boyer         | Z-Peugeot    | a 11'09"  |
| 7    | Leonardo Sierra    | Selle Italia | a 11'56"  |
| 8    | Marco Giovannetti  | Gatorade     | a 13'03"  |
| 9    | Zenon Jaskuła      | Del Tongo    | a 18'22"  |
| 10   | Eduardo Chozas     | ONCE         | a 23'42"  |

### Classifica a punti - Maglia ciclamino
| Pos. | Corridore          | Squadra   | Punti |
| ---- | ------------------ | --------- | ----- |
| 1    | Claudio Chiappucci | Carrera   | 283   |
| 2    | Franco Chioccioli  | Del Tongo | 239   |
| 3    | Mario Cipollini    | Del Tongo | 191   |
| 4    | Gianni Bugno       | Gatorade  | 189   |
| 5    | Marino Lejarreta   | ONCE      | 143   |

### Classifica scalatori - Maglia verde
| Pos. | Corridore          | Squadra   | Punti |
| ---- | ------------------ | --------- | ----- |
| 1    | Iñaki Gastón       | CLAS      | 75    |
| 2    | Claudio Chiappucci | Carrera   | 69    |
| 3    | Franco Chioccioli  | Del Tongo | 57    |
| 4    | Acácio da Silva    | Lotus     | 46    |
| 5    | Massimiliano Lelli | Ariostea  | 38    |

### Classifica giovani - Maglia bianca
| Pos. | Corridore           | Squadra      | Tempo     |
| ---- | ------------------- | ------------ | --------- |
| 1    | Massimiliano Lelli  | Ariostea     | 99h42'39" |
| 2    | Leonardo Sierra     | Selle Italia | a 5'00"   |
| 3    | Gianluca Bortolami  | Colnago      | a 27'36"  |
| 4    | Santos Hernández    | ONCE         | a 36'53"  |
| 5    | Stefano Della Santa | Amore & Vita | a 55'16"  |

### Classifica intergiro - Maglia azzurra
| Pos. | Corridore              | Squadra   | Punti     |
| ---- | ---------------------- | --------- | --------- |
| 1    | Alberto Leanizbarrutia | CLAS      | 59h34'55" |
| 2    | Claudio Chiappucci     | Carrera   | a 9'36"   |
| 3    | Franco Chioccioli      | Del Tongo | a 9'39"   |
| 4    | Gianni Bugno           | Gatorade  | a 10'10"  |
| 5    | Marino Lejarreta       | ONCE      | a 11'12"  |